# Österreichischer Staatspreis für Erwachsenenbildung
Der Staatspreis für Erwachsenenbildung zählt zur Gruppe der Staatspreise der Republik Österreich. Mit ihm werden Personen und Institutionen der österreichischen Erwachsenenbildung vom Bildungsministerium ausgezeichnet.

## Beschreibung
Das Bildungsministerium vergibt den Österreichischen Staatspreis für Erwachsenenbildung seit 2008 in einer neu konzipierten Form: Personen und Institutionen werden in bis zu vier Kategorien mit alternierenden thematischen Schwerpunkten von einer unabhängigen Jury von Experten im Bereich der Erwachsenenbildung unter Publikumsbeteiligung ausgezeichnet.

## Preiskategorien
In der Kategorie „Erwachsenenbildner“ geht der Preis an Personen, die die österreichische Erwachsenenbildung mitgestaltet, mitgetragen und vorangetrieben haben. In der Kategorie „Innovation“ werden ideenreiche Bildungsangebote, Konzepte, Initiativen und Projekte bzw. Institutionen der Erwachsenenbildung geehrt und in der Kategorie „Wissenschaft und Forschung“ namhafte und einflussreiche österreichische Wissenschaftler und Forscher auf dem Gebiet der Erwachsenenbildung. Hierfür werden abwechselnd das Gesamtwerk und eine wissenschaftliche Einzelleistung ausgezeichnet, wobei der Gewinner durch eine Direktwahl der Jury ermittelt wird. Selbstständige Einreichungen sind nur im zweiten Fall möglich. Beim Preis in der Kategorie „Themenschwerpunkt“ werden jeweils andere Zielgruppen und Einrichtungen der österreichischen Erwachsenenbildung in den Mittelpunkt gerückt und somit einer breiten Öffentlichkeit vorgestellt.

## Preisvergabe
Die Teilnahme steht allen Personen und Institutionen offen und erfolgt ausschließlich online auf „erwachsenenbildung.at“. Die Online-Bewerbungen können bis zur endgültigen Absendung passwortgeschützt weiter bearbeitet werden. Die Jury nominiert die jeweils besten Einreichungen pro Kategorie. Diese werden daraufhin der Öffentlichkeit vorgestellt und stellen sich auf „erwachsenenbildung.at“ dem Publikumsvoting. Alle Interessierten erhalten die Möglichkeit, sich an der Online-Wahl zu beteiligen. Die Ergebnisse des Votings werden von der Jury für die endgültige Entscheidung hinzugezogen. Die Bekanntgabe und Auszeichnung der Preisträger und Siegerprojekte erfolgt im Beisein der Bildungsministerin im Herbst des jeweiligen Jahres im Rahmen einer festlichen Verleihung. Die Gewinner dürfen den Titel „Staatspreisträger für Erwachsenenbildung“ tragen, erhalten eine dekorative Stele und in den jeweiligen Kategorien darüber hinaus ein Preisgeld zwischen 3.000 und 5.000 Euro.

## Geschichte
Der Österreichische Staatspreis für Erwachsenenbildung geht auf eine lange Tradition zurück. Die Geschichte seiner wechselnden Namensgebung und die Inhalte der ausgezeichneten Arbeiten spiegeln die Entwicklung der österreichischen Erwachsenenbildung im Übergang von der Volksbildung zur Erwachsenenbildung sowie ihre spätere Konzentration auf die berufliche Weiterbildung hin zum Lebenslangen Lernen gleichwie inhaltliche Trends und die sich verändernde Adressatkonstruktion der letzten 50 Jahre wider (z. B. die Konzentration auf ländliche Regionen in den 1950/60er Jahren und auf „randständige“ Zielgruppen in den 1990ern).
Die zwischen 1956 und 2011 gesamt 232 ausgezeichneten Preisträger – die Ausschreibung und Vergabe pausierte in den Jahren 1988, 1992, 1994, 1995, 1996, 1997 und 2007; 1991 wurde der Preis einmalig nicht angenommen – weisen eine Frauenquote von knapp 16 Prozent (37 Frauen) auf, wobei sich ab 1999 ein verstärkter Anteil weiblicher Preisträger ausmachen lässt. Der „Würdigungspreis“ ging kein einziges Mal in der Geschichte seines Bestehens an eine Frau.
Dafür wurden einige Volksbildner/Erwachsenenbildner gleich mehrmals ausgezeichnet: Hans Altenhuber 1966 und 1993, Karl Dillinger 1965 und 1993, Hans Fellinger 1964, 1971 und 1975, Wilhelm Filla 1982 und 2001, Karl Foltinek 1966 und 1986, Valentin Gillich 1983 und 2004, Ernst Glaser 1957 und 1965, Herbert Grau 1971 und 1974, Karl Gutkas 1961 und 1967, Kurt Kojalek 1962 und 1969, Hubert Lendl 1964 und 1986, Werner Lenz 1979, 1987 und 2011, Franz Müller 1956 und 1969, Aladar Pfniß 1962, 1966, 1970 und 1985, Maximilian Piperek 1959 und 1986, Ignaz Zangerle 1975 und 1983 (siehe dazu Preisträger).

### Förderungspreis für Volksbildung 1956–1973
Erstmals wurde der Österreichische Staatspreis für Erwachsenenbildung 1956 als „Förderungspreis für Volksbildung“ vom damaligen Bundesministerium für Unterricht verliehen. Zu den ersten Preisträgern zählten der Neurologe und Psychiater Viktor E. Frankl für seine Arbeit „Volksbildung im Rundfunk“ und die Malerin und Kunstpädagogin Gerda Matejka-Felden für „Die künstlerische Volkshochschule“.
Unter die gesamt neun ausgezeichneten Volksbildner dieses ersten Jahres reihten sich zudem der Gymnasiallehrer und Begründer des „Verband von Sternfreunden in Österreich“ Hans Eisner (1915–1993), der Lehrer, Kunsterzieher und Schriftsteller Ludwig Prähauser (1877–1961) und Franz Senghofer (1904–1998), der von 1946 bis 1972 als Bildungssekretär des Österreichischen Gewerkschaftsbundes tätig war und 1958 den Preis der Stadt Wien für Volksbildung erhielt.
Den „Würdigungspreis für hervorragende Leistungen im Interesse der österreichischen Volksbildung“ bekam in diesem ersten Jahr seiner Vergabe Prälat Josef Steinberger, seines Zeichens auch Träger des Ehrenring des Landes Steiermark. In den folgenden Jahren zeichnete der „Förderungspreis für Volksbildung“ jährlich zwischen drei und acht österreichische Volksbildner aus.
Unter den gesamt 92 Preisträgern der Jahre 1956 bis 1973 befanden sich fünf Frauen: die bereits genannte Malerin und Kunstpädagogin Gerda Matejka-Felden (Preisträgerin 1956), die 1957 auch den Preis der Stadt Wien für Volksbildung erhielt, Theresia Weiss (Preisträgerin 1957), Hedwig Moritz (Preisträgerin 1958), Elisabeth Baumgartner (Preisträgerin 1965) und Katharina Salzmann (Preisträgerin 1968). Aladar Pfniß wurde in dieser Periode dreimal ausgezeichnet (1962, 1966, 1970), zweimal ausgezeichnet wurden Ernst Glaser (1957, 1965), Karl Gutkas (1961, 1967), Felix Riccabona (1962, 1968), Kurt Kojalek (1962, 1969), Franz Müller (1956, 1969) und Hans Fellinger (1964, 1971).
Der „Würdigungspreis für hervorragende Leistungen im Interesse der österreichischen Volksbildung“ wurde in den Jahren 1956 bis 1973 gesamt viermal verliehen: 1969 an Hans Commenda für sein Lebenswerk, 1958 an den Volksbildner, Philosophen und Politiker Karl Lugmayer, 1956 an den bereits genannten Josef Steinberger und 1958 an den Dichter und Bildungsfunktionär Josef Luitpold Stern, der auch Träger des Ehrenring der Stadt Wien ist. Die Titel und damit Inhalte der mit dem „Förderungspreis für Volksbildung“ bedachten Arbeiten zeigen, dass der Schwerpunkt der Volksbildung gleich ihren Wurzeln auf praktischen Bildungsangeboten lag, die „großteils außerhalb der staatlichen Verantwortung und des öffentlichen Bildungssystems – sozusagen ‚von unten‘ – als zumeist freiwilliges Angebot für erwachsene Menschen zur Befriedigung ihres allgemeinen, kulturellen, politischen, fachlichen und religiösen (Fort-)Bildungsbedarfes“ dienten. So finden sich zwischen 1956 und 1973 Arbeiten zu Ehe und Elternschaft (Hedwig Moritz 1958, Hans Moritz 1961, Felix Riccabona 1962 und 1968), zur theologischen Erwachsenenbildung (Eduard Eisterer 1959, Hans Steiner 1962, Johann Lenzenweger 1972, Roman Angulanza 1973) und zu Musik/Kunst und Bildung (Gerda Matejka-Felden 1956, Ludwig Prähauser 1956, Ernst Huber 1960, Robert Schollum 1960, Leopold Demler 1963, Friedrich Wagner 1963, Karl Gutkas 1967, Robert Schmitt 1969).
Auffallend viele Arbeiten beschäftigten sich mit dem Themenkomplex Bildung und Medien (Viktor E. Frankl 1956, Ludwig Gesek 1956, Josef Pöppl 1958, Ferdinand Kastner 1959, Roman Herle 1960, Franz Zöchbauer 1960, Karl Hischbold 1961, Rudolf Fochler 1962, Augustin Kinzel 1962, Friedrich Steinbock 1963, Hermann Weber 1967, Norbert Janitschek 1972, Hans Muhr 1972) und mit sozialräumlichen Aspekten und Bedingungen von Bildung (Reinhold Friedl 1956, Egon Lendl 1956, Franz Müller 1956, Wolfgang Dobesberger 1957, Theresia Weiss 1957, Eugen Matt 1958, Walter Haminger 1959, Franz Kirnbauer 1960). Dieser inhaltliche Fokus auf die Erreichung der Landbevölkerung und der Arbeiterschicht mit Angeboten der Erwachsenenbildung und auf Rundfunk und Fernsehen im Dienste der Erwachsenenbildung spiegelt die Entwicklung der österreichischen Erwachsenenbildung in den 1950/60er Jahren.

### Förderungspreis für Erwachsenenbildung 1974–1983
1974 kam es nicht zuletzt als Folge einer verstärkten wissenschaftlichen Grundlegung des organisierten Lernens Erwachsener (in Deutschland in den 1960/70er Jahren, in Österreich etwas später) zur Umbenennung der Auszeichnung in „Förderungspreis für Erwachsenenbildung“. Gesamt 44 Erwachsenenbildner wurden zwischen 1974 und 1983 mit dieser Auszeichnung bedacht, darunter zehn Frauen. 1981 dominierten sogar erstmals in der Geschichte des Österreichischen Staatspreises für Erwachsenenbildung die weiblichen Preisträger (Annemarie Aufreiter, Rosemarie Kurka, Eva Lach, Helga Renner, Erika Stubenvoll und Gertrud Simon) – es war dies auch das Jahr, in dem erstmals gesamt elf Personen Träger dieser Auszeichnung wurden, die Jahre zuvor waren es durchschnittlich vier bis fünf Personen gewesen.
Der „Würdigungspreis für hervorragende Leistungen im Interesse der österreichischen Erwachsenenbildung“ ging 1974 posthum an Herbert Grau, Initiator und von 1958 bis zu seinem Tod 1973 Leiter und Berichterstatter der „Salzburger Gespräche für Leiter in der Erwachsenenbildung“, die von 1958 bis 2007 ein wichtiger Ort der Begegnung von Erwachsenenbildnern aus ganz Europa und darüber hinaus waren.  Im selben Jahr wurden auch der Direktor der Wiener Urania und langjährige Generalsekretär des Verbands österreichischer Volkshochschulen Wolfgang Speiser und Franz M. Kampfhammer mit dem Würdigungspreis geehrt.
Hans Fellinger erhielt diese Auszeichnung 1975, ebenso Ignaz Zangerle, der 1983 sogar wiederholt – und damit als einziger in der Geschichte des Österreichischen Staatspreises für Erwachsenenbildung zweimal – mit einem Würdigungspreis bedacht wurde.
Ebenfalls Träger des Würdigungspreises wurden 1982 Josef Eksl und Aldemar Schiffkorn. Es waren damit gesamt sechs Würdenträger, darunter wie schon in der Zeitspanne 1956 bis 1973 keine einzige Frau. Anhand der Titel und Themen der ausgezeichneten Arbeiten lässt sich ermitteln, dass die betriebliche Weiterbildung, berufliche Erwachsenenbildung und Arbeiterbildung mittlerweile verstärkt in das Blickfeld der Erwachsenenbildung gerückt waren. In Zahlen waren es acht der gesamt dreißig Arbeiten, die diese Fragestellung diskutierten (Auguste Jedina-Palombini und Georg Piskaty 1974, Monika Petermandl-Knossalla 1977, Gottfried Hantschk und Johann Steinringer 1979, Heinz Etlinger 1979, Peter Schreiner und Maria Wechselberger 1980, Annemarie Aufreiter und Rosemarie Kurka 1981, Georg Hahn 1981, Valentin Gillich, Enrique Grabl und Gerhard Pongratz 1983).

### Staatspreis für Erwachsenenbildung 1984–1987
1984 kam es zu einer Umbenennung der Auszeichnung in „Staatspreis für Erwachsenenbildung“. Zwischen 1984 und 1987 wurde er an acht Personen (darunter keine Frau) verliehen, u. a. an Werner Lenz, den langjährigen Leiter der Abteilung Erwachsenenbildung an der Karl-Franzens-Universität Graz für seine Arbeit „Lehrbuch der Erwachsenenbildung“. Die Inhalte und Themen der prämierten Arbeiten folgten denen der vorangegangenen Jahre: der Elternbildung (Karlo Hujber 1984), der katholischen Erwachsenenbildung (Robert Kissinger, Johannes Dantine und Ulrich Trinks 1984), den Büchereien (Heimo Gruber 1985, Ernst Milota 1986) und der beruflichen Erwachsenenbildung (Stefan Veigl 1984).
Die Vergabe eines „Würdigungspreises für hervorragende Leistungen im Interesse der österreichischen Erwachsenenbildung“ wurde in dieser Zeitspanne beibehalten, im Jahr 1986 kam einmalig in der Geschichte des Österreichischen Staatspreises für Erwachsenenbildung zudem das „Große Ehrenzeichen für Verdienste um die Republik Österreich für hervorragende Leistungen im Interesse der österreichischen Erwachsenenbildung“ hinzu. Diese Auszeichnung erging an Karl Foltinek (1992–2003), Leiter des Kulturamtes in Wien. Zu den Würdenträgern 1985 und 1986 zählten Aladar Pfniß, der zuvor schon dreimal mit einem Förderungspreis bedacht worden war, Hubert Lendl, schon 1964 Träger des Förderungspreises für Volksbildung, sowie Eduard Seifert und Maximilian Piperek, seines Zeichens 1959 Träger des Förderungspreises für Volksbildung.

### Förderungspreis für Erwachsenenbildung, Büchereiwesen und Volkskultur 1989–1998
Nach einer Pause im Jahr 1988 kam es neuerlich zu einer Neufassung und Umbenennung. Die nunmehr als „Förderungspreis für Erwachsenenbildung, Büchereiwesen und Volkskultur“ betitelte Auszeichnung wurde im Verlauf des nächstens Jahrzehnts aber nicht mehr jährlich, sondern nur mehr in den Jahren 1989, 1990 und 1991 ausgeschrieben und vergeben, 1989 und 1990 ergänzt um den an Norbert Kailer und 1990 an Alfred Pfoser vergebenen „Staatspreis für Erwachsenenbildung, Büchereiwesen und Volkskultur“. 1991 wurde der Förderungspreis zudem einmalig in der Geschichte des Österreichischen Staatspreises für Erwachsenenbildung nicht angenommen, und zwar durch Wilhelm Filla, bis 2012 amtierender Generalsekretär des Verbands der österreichischen Volkshochschulen.
Weiterhin kam es in der Zeitspanne 1988 bis 1998 zur Vergabe des „Würdigungspreises für hervorragende Leistungen im Interesse der österreichischen Erwachsenenbildung“, 1993 an Hans Altenhuber und Karl Dillinger, beide bereits Träger des Förderungspreises für Volksbildung, 1998 an Bernhard Ingrisch und Viktor Wallner. Unter den Preisträgern dieser Zeitspanne findet sich keine einzige Frau.

### Förderungspreis/Staatspreis für Erwachsenenbildung 1999–2004
1999 bis 2004 wurde auf die zwischen 1984 und 1987 sowie 1974 und 1983 verwendeten Bezeichnungen „Staatspreis für Erwachsenenbildung“ und „Förderungspreis für Erwachsenenbildung“ rückgestellt. Unter den gesamt achtzehn Preisträgern dieser Zeitspanne befanden sich elf Frauen, damit überwog erstmals in der Geschichte des Österreichischen Staatspreises für Erwachsenenbildung der Frauenanteil.
Die Themen und Inhalte der prämierten Arbeiten lassen eine Hinwendung zu den neuen Adressatenkreisen der Erwachsenenbildung erkennen, die seit den 1990er Jahren vermehrt ins Blickfeld gerückt waren. „10 Jahre Wiedereinstiegskurse für Frauen am BFI Tirol“ (Angelika Faccinelli und Renate Zennebe 1999), „Erwachsenenbildung ohne Barrieren“ (Doris Brunner und Ingrid Treffner 2000), „Bildungs- und Kommunikationszentrum Frauengetriebe“ (Renate Fleisch und Lidija Milon 2001), „Roma 2000“ (Horst Horvath 2002), „Bäuerinnen – Österreichischer Bergbauern-Verein-Frauenarbeit“ (Monika Mlinar 2003) und „E-Learning für Schichtarbeiter“ (Valentin Gillich, Peter Hochegger, Claus Rosenberg und Melanie Weinhandl 2004). Endgültig war mit der Tradition der Vergabe von Würdigungspreisen gebrochen worden.
Zudem wurden pro Jahr nur mehr zwei bis vier Personen ausgezeichnet, d. h. die Anzahl der Preisträger war im Vergleich zu den Anfangsjahren des „Förderungspreises für Volksbildung“ drastisch reduziert worden.

### Awards 2005–2006
2005 bis 2006 kam es zu einer neuerlichen inhaltlichen und begrifflichen Neukonzeption. Der Leitidee der Kampagne „Lernen bringt’s“ folgend wurden erstmals Einzelpersonen für ihre außergewöhnliche Bildungslaufbahn geehrt. Hierfür wurde der „Award – Bildungschampion“ eingeführt, der im Jahr 2005 an Herta Bacher (Bildungschampion-Champion), Matthias Fenkart, Angelika Gruber, Maximilian Handlos und Renate Wawra ging, im Jahr 2006 an Friedrich Bauer, Ishraga Mustafa Hamid, Elisabeth Niederl und Franz Ortner. Weiterhin wurden wissenschaftliche Arbeiten ausgezeichnet.
Den „Awards – Staatspreis für Erwachsenenbildung – Wissenschaft“ gewannen 2005 Andrea Fritsch und Friederike Kohsem für ihre Arbeit zur Basisbildung mit Strafgefangenen („Was ich nicht kann, ist mir zu schwierig. Und was ich schon kann, interessiert mich nicht ...“) und 2006 Manfred Jochum für „Bis uns Hören und Sehen vergehen. Stolpersteine auf dem Weg zu einer neuen Medienwirklichkeit.“
2006 wurde zudem ein „Awards – Förderungspreis für Erwachsenenbildung – Wissenschaft“ vergeben, an Monika Himsl für „Cin Ali Lernklub-Bibliothek“ und an Marianne Prenner für „Der Einsatz des Internet in Projekten der politischen Bildung für Frauen am Praxisbeispiel Frauenplattform Burgenland“. Unter den Preisträgern 2005 und 2006 befanden sich damit gesamt neun Frauen und fünf Männer – wie schon in der Zeitspanne 1994 bis 2004 überwog damit der Frauenanteil. Die prämierten Arbeiten führen den Trend der 1990er Jahre fort, neue und randständige Zielgruppen für Angebote der Erwachsenenbildung gewinnen zu wollen.

### Österreichischer Staatspreis für Erwachsenenbildung 2008-heute
Nach einer Pause im Jahr 2007 wurde 2008 vom Bundesministerium für Unterricht, Kunst und Kultur, Abteilung Erwachsenenbildung der "Österreichische Staatspreis für Erwachsenenbildung" überarbeitet und neu konzipiert und erstmals in vier Preiskategorien ausgeschrieben. Die Entscheidungen über die Preisträger und Siegerprojekte trifft eine unabhängige Jury unter Berücksichtigung des Ergebnisses eines öffentlichen Publikumsvotings.
| Jahr | ErwachsenenbildnerIn                        | Innovation | Themenschwerpunkt | Wissenschaft                                                                                               |
| ---- | ------------------------------------------- | --- | --- | --- |
| 2008 | Peter Maier                                 | die Berater® für das Projekt eHospital                                                                                                | 2008: Interkultureller Dialog VHS Götzis für das Projekt Der gleiche Planet | Katrin Zechner                                                                                             |
| 2009 | Antje Doberer-Bey                           | BFI-Linz in Kooperation mit Linz09 und AMS Linz mit dem Projekt KULTURLOTSINNEN                                                       | 2009: Kreativität Internationales Zentrum für Kulturen und Sprachen für das Projekt Interkultur-Tandem® für Polizei und MigrantInnen                                                                                        | Gesamtwerk Arthur Schneeberger                                                                             |
| 2010 | Eva-Maria Lass-Kuloglu                      | Tiroler Arbeitskreis für Integrative Entwicklung für das Projekt FreiRaum                                                             | 2010: Integration durch Bildung Die Wiener Volkshochschulen GmbH / VHS Ottakring, Verein Projekt Integrationshaus und VHS Rudolfsheim/Fünfhaus für das Projekt Dynamo                                                       | Franz Kolland für die Studie Bildung und aktives Altern – Bewegung im Ruhestand                            |
| 2011 | Schwerpunkt: Bildungsberatung Walter Hotter | Hans-Joachim Gögl und Josef Kittinger für das Projekt "Tage der Utopie – Entwürfe für eine gute Zukunft" im Bildungshaus St. Arbogast | 2011: Freiwilligentätigkeit in der Erwachsenenbildung asylkoordination Österreich für die (für das Patenschaftsprojekt "connecting people" entwickelten) "Schulung ehrenamtlicher Helfer/innen für jugendliche Flüchtlinge" | Gesamtwerk Werner Lenz                                                                                     |
| 2012 | Ursula Kubes-Hofmann                        | Verein zur Förderung von Arbeit, Bildung und Zukunft von Frauen abz*austria                                                           | 2012: Intergenerationelles Lernen Wiener Volkshochschulen GmbH für das Projekt Gemeinsam schlau im Gemeindebau – Ausbildung von älteren LernbegleiterInnen im Gemeindebau                                                   | Solveig Haring für den Artikel Neue Medien – alte Frauen                                                   |
| 2013 | Fritz Bauer                                 | nur drei Kategorien ausgeschrieben | 2013: Politische Bildung InterACT, Werkstatt für Theater und Soziokultur für das Projekt "Interaktive, partizipative und politische Theaterarbeit"                                                                          | Gesamtwerk Hubert Christian Ehalt                                                                          |
| 2015 | Sonja Muckenhuber                           | nur drei Kategorien ausgeschrieben | 2015: Digital Literacy Gratis Online Lernen, ein Kooperationsprojekt TU Graz, Salzburg Research Forschungsgesellschaft mbH, BIMS e. V. und VÖV                                                                              | Ariane Sadjed, Annette Sprung & Brigitte Kukovetz – Migration-related competencies in continuing education |
| 2017 | Dagmar Ransmayr                             | nur drei Kategorien ausgeschrieben | 2017: Qualitätsentwicklung Frauenstiftung Steyr/Verein Frauenarbeit Steyr für Qualitätsentwicklung bei der Validierung informell und nicht-formal erworbener Kompetenzen                                                    | Gesamtwerk Elke Gruber                                                                                     |

## Preisträger und Preisträgerinnen
Folgend werden alle Preisträger und Preisträgerinnen geordnet nach Jahren genannt.
| Jahr        | Preis | Preisträger |
| ----------- | --- | --- |
| 1956        | Förderungspreis für Volksbildung | Hans Eisner, Viktor Frankl, Reinhold Friedl, Ludwig Gesek, Egon Lendl, Gerda Matejka-Felden, Franz Müller, Ludwig Praehauser, Franz Senghofer                                                                           |
| 1956        | Würdigungspreis für hervorragende Leistungen im Interesse der österreichischen Volksbildung                                                                                        | Josef Steinberger |
| 1957        | Förderungspreis für Volksbildung | Wolfgang Dobesberger, Ernst Glaser, Max Pietsch, Theresia Weiss, Karl Wolf, Harald Kopp gemeinsam mit Ingo Wampera |
| 1958        | Förderungspreis für Volksbildung | Eugen Matt, Hedwig Moritz, Norbert Mylius, Josef Pöppl, Rainer Schubert-Soldern |
| 1958        | Würdigungspreis für hervorragende Leistungen im Interesse der österreichischen Volksbildung                                                                                        | Josef Luitpold Stern, Karl Lugmayer |
| 1959        | Förderungspreis für Volksbildung | Eduard Eisterer, Walter Haminger, Ferdinand Kastner, Maximilian Piperek |
| 1960        | Förderungspreis für Volksbildung | Josef Freisling, Roman Herle, Ernst Huber, Franz Kirnbauer, Franz Mittermayr, Robert Schollum, Herbert Zdarzil, Franz Zöchbauer                                                                                         |
| 1961        | Förderungspreis für Volksbildung | Karl Berger, Wilhelm Gerlich, Karl Gutkas, Karl Hirschbold, Hans Moritz, Ernst Wenisch |
| 1962        | Förderungspreis für Volksbildung | Rudolf Fochler, Augustin Kinzel, Kurt Kojalek, Aladar Pfniß, Felix Riccabona, Hans Steiner |
| 1963        | Förderungspreis für Volksbildung | Leopold Demler, Otto Kampmüller, Gerhardt Kapner, Friedrich Steinbock, Friedrich Wagner, Hans Wittman |
| 1964        | Förderungspreis für Volksbildung | Erich Enthofer, Hans Fellinger, Hubert Lendl, Rudolf Müller, Franz Stauber, Erich Zanzinger |
| 1965        | Förderungspreis für Volksbildung | Elisabeth Baumgartner, Karl Dillinger, Ernst Glaser, Philipp Krejs, Richard Olechowski, Michael Stickler |
| 1966        | Förderungspreis für Volksbildung | Hans Altenhuber gemeinsam mit Aladar Pfniß , Karl Foltinek, Rudolf Gönner |
| 1967        | Förderungspreis für Volksbildung | Karl Gutkas, Norbert Kutalek, Leo Prüller, Hermann Weber, Heinz Weinberger |
| 1968        | Förderungspreis für Volksbildung | Herbert Exenberger, Felix Riccabona, Katharina Salzmann, Karl Heinz Wackerle |
| 1969        | Förderungspreis für Volksbildung | Hans Haag, Kurt Kojalek, Franz Müller, Josef Rohringer, Robert Schmitt |
| 1969        | Würdigungspreis für hervorragende Leistungen im Interesse der österreichischen Volksbildung                                                                                        | Hans Commenda (für sein Lebenswerk) |
| 1970        | Förderungspreis für Volksbildung | Aladar Pfniß, Franz Xaver Pree gemeinsam mit Wolfgang Jellinek, Isidor Trompedeller |
| 1971        | Förderungspreis für Volksbildung | Gerhart Baron, Hans Fellinger, Herbert Grau, Josef Klingler, Walter Sulzberger |
| 1972        | Förderungspreis für Volksbildung | Ferdinand Hübner, Norbert Janitschek, Johann Lenzenweger, Gerald Mader, Hans Muhr |
| 1973        | Förderungspreis für Volksbildung | Roman Angulanza, Waldemar R. Feiner gemeinsam mit Friedrich J. Pirkl, Peter Glugovsky, Walter Göhring, Robert Rimpel |
| 1974        | Förderungspreis für Erwachsenenbildung | Johannes Gschier, Auguste Jedina-Palombini gemeinsam mit Georg Piskaty, Konrad Köhl |
| 1974        | Würdigungspreis für hervorragende Leistungen im Interesse der österreichischen Erwachsenenbildung                                                                                  | Wolfgang Speiser, Franz M. Kampfhammer, Herbert Grau (posthum) |
| 1975        | Förderungspreis für Erwachsenenbildung | Karl Fink, Helmut Panholzer |
| 1975        | Würdigungspreis für hervorragende Leistungen im Interesse der österreichischen Erwachsenenbildung                                                                                  | Hans Fellinger (posthum), Ignaz Zangerle |
| 1976        | Förderungspreis für Erwachsenenbildung | Christian Schmierer, Josef Steidl, Kurt Swoboda |
| 1977        | Förderungspreis für Erwachsenenbildung | Gerhard Arminger gemeinsam mit Walter Blumberger, Gerwald Lentner, Monika Petermandl-Knossalla |
| 1978        | Förderungspreis für Erwachsenenbildung | Karl Arnold, Roland Deiser |
| 1979        | Förderungspreis für Erwachsenenbildung | Heinz Etlinger, Gottfried Hantschk gemeinsam mit Johann Steinringer, Werner Lenz |
| 1980        | Förderungspreis für Erwachsenenbildung | Wolfgang Jellinek, Wolfgang Kippes, Michael Schratz, Peter Schreiner gemeinsam mit Maria Wechselberger |
| 1981        | Förderungspreis für Erwachsenenbildung | Annemarie Aufreiter gemeinsam mit Rosemarie Kurka, Karl Garnitschnig gemeinsam mit Guido Heintel, Wolfgang Knopf, Eva Lach und Wolfgang Schmidl, Georg Hahn, Helga Renner gemeinsam mit Erika Stubenvoll, Gertrud Simon |
| 1982        | Förderungspreis für Erwachsenenbildung | Elmar Dick gemeinsam mit Othmar Ruby, Wilhelm Filla |
| 1982        | Würdigungspreis für hervorragende Leistungen im Interesse der österreichischen Erwachsenenbildung                                                                                  | Aldemar Schiffkorn, Josef Eksl |
| 1983        | Förderungspreis für Erwachsenenbildung | Christian Bergmann gemeinsam mit Ferdinand Eder, Valentin Gillich gemeinsam mit Enrique Grabl, Gerhard Pongratz, Friederike Lott                                                                                        |
| 1983        | Würdigungspreis für hervorragende Leistungen im Interesse der österreichischen Erwachsenenbildung                                                                                  | Ignaz Zangerle |
| 1984        | Staatspreis für Erwachsenenbildung | Karlo Hujber, Robert Kissinger gemeinsam mit Johannes Dantine und Ulrich Trinks, an Stefan Veigl |
| 1985        | Staatspreis für Erwachsenenbildung | Heimo Gruber |
| 1986        | Staatspreis für Erwachsenenbildung | Ernst Milota |
| 1985 & 1986 | Würdigungspreis für hervorragende Leistungen im Interesse der österreichischen Erwachsenenbildung                                                                                  | Aladar Pfniß, Eduard Seifert, Hubert Lendl, Maximilian Piperek |
| 1986        | Großes Ehrenzeichen für Verdienste um die Republik Österreich für hervorragende Leistungen im Interesse der österreichischen Erwachsenenbildung                                    | Karl Foltinek |
| 1989        | Förderungspreis für Erwachsenenbildung, Büchereiwesen und Volkskultur | Adolf Gaisbauer, Andreas Strasser, Heinrich Wenidoppler |
| 1989        | Staatspreis für Erwachsenenbildung, Büchereiwesen und Volkskultur | Norbert Kailer |
| 1990        | Förderungspreis für Erwachsenenbildung, Büchereiwesen und Volkskultur | Karl Haas gemeinsam mit Peter Härtel und Erwin Kämmerer |
| 1990        | Staatspreis für Erwachsenenbildung, Büchereiwesen und Volkskultur | Alfred Pfoser |
| 1993        | Würdigungspreis für hervorragende Leistungen im Interesse der österreichischen Erwachsenenbildung                                                                                  | Hans Altenhuber, Karl Dillinger |
| 1998        | Würdigungspreis für hervorragende Leistungen im Interesse der österreichischen Erwachsenenbildung                                                                                  | Bernhard Ingrisch, Viktor Wallner |
| 1999        | Förderungspreis für Erwachsenenbildung | Angelika Faccinelli gemeinsam mit Renate Zennebe |
| 1999        | Staatspreis für Erwachsenenbildung | Franz Pascher gemeinsam mit Gerald Leitner |
| 2000        | Förderungspreis für Erwachsenenbildung | Doris Brunner gemeinsam mit Ingrid Treffne |
| 2001        | Förderungspreis für Erwachsenenbildung | Renate Fleisch gemeinsam mit Lidija Milon, Elisabeth Ziegler-Duregger |
| 2001        | Staatspreis für Erwachsenenbildung | Wilhelm Filla |
| 2002        | Staatspreis für Erwachsenenbildung | Alexandra Klein |
| 2002        | Förderungspreis für Erwachsenenbildung | Horst Horvath |
| 2003        | Förderungspreis für Erwachsenenbildung | Monika Mlinar, Monika Specht-Tomann |
| 2004        | Staatspreis für Erwachsenenbildung | gemeinsam an Valentin Gillich, Peter Hochegger, Claus Rosenberg und Melanie Weinhandl |
| 2005        | Awards – Staatspreis für Erwachsenenbildung – Wissenschaft | Andrea Fritsch gemeinsam mit Friederike Kohsem |
| 2005        | Awards – Bildungs-Champion-Champion für außergewöhnliche Bildungslaufbahn | Herta Bacher |
| 2006        | Awards – Staatspreis für Erwachsenenbildung – Wissenschaft | Manfred Jochum |
| 2006        | Awards – Förderungspreis für Erwachsenenbildung – Wissenschaft | Monika Himsl, Marianne Prenner |
| 2005 & 2006 | Awards – Bildungs-Champion für außergewöhnliche Bildungslaufbahn | Matthias Fenkart, Angelika Gruber, Maximilian Handlos, Renate Wawra gleichwie Friedrich Bauer, Ishraga Mustafa Hamid, Elisabeth Niederl, Franz Ortner                                                                   |
| 2008        | Österreichischer Staatspreis für Erwachsenenbildung in der Kategorie Erwachsenenbildner/in                                                                                         | Peter Maier |
| 2008        | Österreichischer Staatspreis für Erwachsenenbildung in der Kategorie Innovation | Die Berater Unternehmensberatungs GmbH |
| 2008        | Österreichischer Staatspreis für Erwachsenenbildung in der Kategorie Wissenschaft                                                                                                  | Katrin Zechner |
| 2008        | Österreichischer Staatspreis für Erwachsenenbildung in der Kategorie Themenschwerpunkt: Interkultureller Dialog                                                                    | Volkshochschule Götzis |
| 2009        | Österreichischer Staatspreis für Erwachsenenbildung in der Kategorie Erwachsenenbildner/in                                                                                         | Antje Doberer-Bey |
| 2009        | Österreichischer Staatspreis für Erwachsenenbildung in der Kategorie Innovation | BFI-Linz in Kooperation mit Linz09 und AMS Linz |
| 2009        | Österreichischer Staatspreis für Erwachsenenbildung in der Kategorie Themenschwerpunkt: Kreativität                                                                                | Internationale Zentrum für Kulturen und Sprachen |
| 2009        | Österreichischer Staatspreis für Erwachsenenbildung in der Kategorie Wissenschaft                                                                                                  | Gesamtwerk Arthur Schneeberger |
| 2010        | Österreichischer Staatspreis für Erwachsenenbildung in der Kategorie Erwachsenenbildner/in                                                                                         | Eva-Maria Lass-Kuloglu |
| 2010        | Österreichischer Staatspreis für Erwachsenenbildung in der Kategorie Innovation | Tiroler Arbeitskreis für Integrative Entwicklung |
| 2010        | Österreichischer Staatspreis für Erwachsenenbildung in der Kategorie Themenschwerpunkt: Integration durch Bildung                                                                  | Wiener Volkshochschulen GmbH / VHS Ottakring stellvertretend für das gemeinsam mit Verein Projekt Integrationshaus und VHS Rudolfsheim/Fünfhaus gebildete Netzwerk Dynamo                                               |
| 2010        | Österreichischer Staatspreis für Erwachsenenbildung in der Kategorie Wissenschaft                                                                                                  | Franz Kolland |
| 2011        | Österreichischer Staatspreis für Erwachsenenbildung in der Kategorie Erwachsenenbildner/-in: Schwerpunkt Bildungsberatung                                                          | Walter Hotter |
| 2011        | Österreichischer Staatspreis für Erwachsenenbildung in der Kategorie Innovation | Hans Joachim Gögl und Josef Kittinger, Bildungshaus St. Arbogast für das Projekt „Tage der Utopie – Entwürfe für eine gute Zukunft“                                                                                     |
| 2011        | Österreichischer Staatspreis für Erwachsenenbildung in der Kategorie Themenschwerpunkt: Freiwilligentätigkeit in der Erwachsenenbildung                                            | Netzwerkorganisation asylkoordination Österreich für die „Schulung ehrenamtlicher HelferInnen für jugendliche Flüchtlinge“                                                                                              |
| 2011        | Österreichischer Staatspreis für Erwachsenenbildung in der Kategorie Wissenschaft und Forschung                                                                                    | Werner Lenz für sein Gesamtwerk |
| 2012        | Österreichischer Staatspreis für Erwachsenenbildung in der Kategorie „Erwachsenenbildner/-in“                                                                                      | Ursula Kubes-Hofmann, Gründerin und Geschäftsführerin des Rosa-Mayreder-Colleges in Wien |
| 2012        | Österreichischer Staatspreis für Erwachsenenbildung in der Kategorie „Innovation“                                                                                                  | Verein zur Förderung von Arbeit, Bildung und Zukunft von Frauen – abz*austria |
| 2012        | Österreichischer Staatspreis für Erwachsenenbildung in der Kategorie "Themenschwerpunkt 2012: Intergenerationelles Lernen"                                                         | Wiener Volkshochschulen GmbH mit dem Projekt "Gemeinsam schlau im Gemeindebau – Ausbildung von älteren LernbegleiterInnen im Gemeindebau"                                                                               |
| 2012        | Österreichischer Staatspreis für Erwachsenenbildung in der Kategorie „Wissenschaft und Forschung“                                                                                  | Solveig Haring mit ihrer Arbeit „Neue Medien - ´alte` Frauen. Medienkompetenz für ein Aufweichen von Klischees“ |
| 2013        | Österreichischer Staatspreis für Erwachsenenbildung in der Kategorie "Erwachsenenbildner/-in"                                                                                      | Fritz Bauer von der Arbeiterkammer Oberösterreich |
| 2013        | Österreichischer Staatspreis für Erwachsenenbildung in der Kategorie "Themenschwerpunkt 2013: Politische Bildung"                                                                  | „Interaktive, partizipative und politische Theaterarbeit: Innovative Wege zu einer partizipativen Demokratie“, Projekt der steirischen Theater- und Kulturinitiative InterACT                                           |
| 2013        | Österreichischer Staatspreis für Erwachsenenbildung in der Kategorie Wissenschaft und Forschung                                                                                    | Hubert Christian Ehalt für sein Gesamtwerk |
| 2015        | Österreichischer Staatspreis für Erwachsenenbildung in der Kategorie „Erwachsenenbildner/-in“                                                                                      | Sonja Muckenhuber, Gründerin und Leiterin von B!LL – Institut für Bildungsentwicklung Linz, für ihre Leistungen v. a. im Bereich der Basisbildung ausgezeichnet                                                         |
| 2015        | Österreichischer Staatspreis für Erwachsenenbildung in der Kategorie "Themenschwerpunkt 2015: Digital Literacy"                                                                    | Mooc "Gratis Online Lernen", ein Kooperationsprojekt von TU Graz, Salzburg Research Forschungsgesellschaft mbH, BIMS e. V. und VÖV                                                                                      |
| 2015        | Österreichischer Staatspreis für Erwachsenenbildung in der Kategorie Wissenschaft und Forschung                                                                                    | Ariane Sadjed, Annette Sprung und Brigitte Kukovetz mit ihrer Forschungsarbeit zu Migration-related competencies in continuing education                                                                                |
| 2017        | Österreichischer Staatspreis für Erwachsenenbildung in der Kategorie "ErwachsenenbildnerIn 2017: Entwicklung durch Bildung"                                                        | Dagmar Ransmayr für ihre langjährige und unermüdliche theaterpädagogische Arbeit als Gründerin, Leiterin und Regisseurin der Migrantinnen-Theatergruppe "Die Fremden" ausgezeichnet                                     |
| 2017        | Österreichischer Staatspreis für Erwachsenenbildung in der Kategorie "Themenschwerpunkt 2017: Qualitätsentwicklung"                                                                | Frauenstiftung Steyr mit ihrem Peer Review-Ansatz zur Qualitätssicherung des Validierungsverfahrens von informell und nicht-formal erworbenen Kompetenzen                                                               |
| 2017        | Österreichischer Staatspreis für Erwachsenenbildung in der Kategorie "Wissenschaft und Forschung 2017"                                                                             | Elke Gruber für ihr Gesamtwerk, seit 2014 Inhaberin des Lehrstuhls für Erwachsenenbildung/Weiterbildung an der Karl-Franzens-Universität Graz                                                                           |
| 2024        | Österreichischer Staatspreis für Erwachsenenbildung in der Kategorie "Erwachsenenbildner 2024: Digitalisierung in der Erwachsenenbildung"                                          | Matthias Fenkart für das Projekt „DLL – Digitales Lehren und Lernen“ |
| 2024        | Österreichischer Staatspreis für Erwachsenenbildung in der Kategorie "Themenschwerpunkt 2024: Stärkung des Vertrauens in Wissenschaft und Demokratie"                              | Projekt „Und mittendrin, die Wissenschaft“ des Vereins ScienceCenter-Netzwerk |
| 2024        | Österreichischer Staatspreis für Erwachsenenbildung in der Kategorie "Sonderpreis des Bundesministers für Arbeit und Wirtschaft im Rahmen des Europäischen Jahres der Kompetenzen" | Projekt „ÖKO-Booster“ von BFI Wien und Jugend am Werk im Auftrag von AK Wien, AMS Wien und waff |